# Ischyja kebeae
Ischyja kebeae là một loài bướm đêm trong họ Noctuidae.